# جائزة جنوب إفريقيا الكبرى 1993
جائزة جنوب أفريقيا الكبرى 1993 هو سباق فورمولا 1 أقيم بتاريخ 14 مارس 1993 في جنوب أفريقيا. كان الأول من أصل 16 في بطولة العالم لسباقات الفورمولا واحد موسم 1993. حلّ الفرنسي ألن بروست أولا بينما جاء البرازيلي آيرتون سينا في المركز الثاني وحصل على المركز الثالث البريطاني مارك بلونديل.